# Autódromo Internacional do Algarve
Autódromo Internacional do Algarve – tor wyścigowy położony w mieście Portimão w Portugalii o długości 4,692 km. W skład kompleksu sportowego wchodzi również: tor kartingowy, park technologiczny, pięciogwiazdkowy hotel, centrum sportowe i apartamenty.
Budowa toru, której koszt wyniósł 195 milionów euro została ukończona w 2008 roku. Pierwszym wyścigiem na torze były rozegrane 2 listopada 2008 roku zawody w ramach World Superbike. Później potwierdzono także wyścigi serii A1 Grand Prix, Le Mans Series i FIA GT Championship oraz GP2 Series.
Pierwsze testy Formuły 1 zaplanowano na 15 grudnia 2008. Chęć udziału zgłosiły ekipy McLarena i Hondy. Finalnie japoński koncern nie brał w nich udziału z powodu wycofania zespołu z rywalizacji w F1. Zamiast Hondy do Portugalii przyjechała ekipa Ferrari.
W kwietniu 2020 roku tor otrzymał najwyższą homologację FIA Grade 1 pozwalającą na rozgrywanie wyścigów Formuły 1. W lipcu tego samego roku ogłoszono, że w październiku na torze zagości pierwsze od 1996 roku GP Portugalii. 
Kierowca wyścigowy Filipe Albuquerque, który uczestniczył w pojedynkach serii A1 w barwach Portugalii, w trakcie pierwszej wizyty na torze zwracał uwagę na zmiany wysokości terenu w poszczególnych zakrętach. Podkreślał również znaczną szerokość toru, która może pozwolić na częste wyprzedzanie.
Jeden z zakrętów otrzymał imię Craiga Jonesa, który zginął w wypadku podczas rundy World Supersport na torze Brands Hatch w roku 2008.

## ZwycięzcyGrand Prix Portugalii Formuły 1na torze Autódromo Internacional do Algarve
| Sezon | Kierowca       | Zespół   |        |
| ----- | -------------- | -------- | ------ |
| 2020  | Lewis Hamilton | Mercedes | Wyniki |
| 2021  | Lewis Hamilton | Mercedes | Wyniki |